# Islas Gimnesias

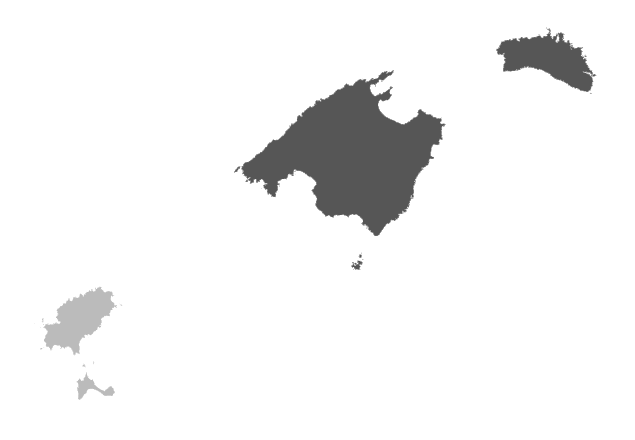
Islas Gimnesias (en gris oscuro)

Las islas Gimnesias (en griego antiguo Gymnēsiai) es el nombre dado por los antiguos griegos a las dos islas mayores de las Baleares (España): Mallorca y Menorca; habitadas entonces por el pueblo talayótico. Los griegos distinguían así estas islas de las Pitiusas (Ibiza y Formentera).
La isla de Cabrera y algunas islas más pequeñas aún (como Dragonera, Conejera o la Isla del Aire) puede entenderse que forman parte del archipiélago de las Gimnesias o, en el caso de Cabrera y Conejera, de un subarchipiélago denominado archipiélago de Cabrera (Parque nacional marítimo-terrestre del Archipiélago de Cabrera).

## Etimología
Los griegos reclutaban a los honderos mallorquines y menorquines para formar tropas ligeras, a las que denominaban gimnetas (en griego γυμνήτες, gimneta, que proviene de gymnós —en plural gymnoí—, significa desnudo), aludiendo no tanto a una desnudez completa, sino a la escasez de su equipo militar comparado, por ejemplo, con los hoplitas, de armamento pesado. Por tanto, y según los autores clásicos, las islas de los gimnetas no podían recibir otro nombre que el de Gimnesias.
Los fenicios dieron a estas dos islas un nombre distinto: Balearides. De las Pitiusas o «Islas de los pinos», a Ibiza la denominaban Aiboshim, que en fenicio significa «isla del dios Bes».
Los romanos prefirieron el topónimo fenicio (Baleares) al griego (Gimnesias) a la hora de denominar la unidad administrativa que dio el Imperio romano a Gimnesias y Pitiusas, con el nombre latino de insulae Baliares o Baliares insulae. Tal decisión condicionó que a la larga el nombre de Baleares se asociase al conjunto del archipiélago, y esto hizo que la denominación de Gimnesias se perdiese. Diodoro Sículo se refiere a ellas como Baliárides, y Estrabón como Baliarides.

## Uso de la denominación
Modernamente, se ha retomado la denominación antigua de Gimnesias (incluyendo también a las islas e islotes menores cercanos a Mallorca y Menorca, como Cabrera y Dragonera), sobre todo en círculos académicos y científicos, donde es habitual recurrir a las fuentes greco-latinas para elaborar cultismos y tecnicismos. Si bien hace 2500 años la necesidad era saber distinguir entre las islas pobladas y las despobladas, entre las conquistables y explotables y las que sólo podían ser objeto de transacciones e intercambios; actualmente la necesidad científica es otra. La historia natural y la ecología de las islas hace necesario distinguir entre dos tipos de realidades distintas: unas islas más áridas que estarían desposeídas de vegetación más fértil, abundando en ellas solamente pinos y sabinas y ocupadas principalmente por aves (Pitiusas) y unas islas más lluviosas con abundante vegetación arbórea más fértil y variada (con gran presencia de acebuches y encinas) y provistas de mamíferos (Gimnesias). Curiosamente, y quizá por esto se utilice la misma terminología que los griegos, estos hechos naturales debieron de condicionar fuertemente el poblamiento humano y, por tanto, expliquen la distribución restringida a las islas de Mallorca y Menorca de la cultura talayótica.